# NGC 862
NGC 862 (również PGC 8487) – galaktyka eliptyczna (E), znajdująca się w gwiazdozbiorze Feniksa. Odkrył ją John Herschel 5 września 1834 roku.